# Chinpokomon
«Chinpokomon» es el episodio 42 de South Park, serie animada de Comedy Central. Fue originalmente estrenado el 3 de noviembre de 1999, y está considerado como el decimoprimer capítulo de la tercera temporada.
«Chinpokomon» obtuvo la nominación al Premio Emmy en el año 2000 dentro de la categoría de «Mejor programa de animación».

## Argumento
Cartman está viendo su nuevo programa favorito, la serie anime Chinpokomon. El protagonista sueña con convertirse en el "Maestro Real de la Corona Chinpoko", y la serie sugiere al espectador que él también podrá convertirse en uno sólo si compra todo el merchandising oficial de la serie, como los muñecos de la serie. Sin embargo, algunas personas perciben pronto que los productos y la serie contienen consignas antiamericanas.
Todos los niños de la ciudad se obsesionan con la serie excepto Kyle, que no se da cuenta de la moda actual y solo compra los productos Chinpokomon para ser aceptado por sus amigos. Sin embargo, la línea de productos es tan grande que no puede estar al día de los últimos productos lanzados. Aunque sus padres tratan de hacerle ver que no es necesario hacer eso para ser aceptado, finalmente le dan el dinero que necesita.
Mientras tanto, los chicos hacen planes para asistir al campamento oficial de Chinpokomon, que es en realidad un campamento militar diseñado por el Gobierno de Japón para entrenar y adoctrinar a los niños contra Estados Unidos (calificado como el "Poder Maligno"), convirtiéndolos en soldados para realizar un inminente ataque a Pearl Harbor y recobrar la importancia de Japón como potencia. Cuando alguien descubre los planes conspirativos de los japoneses, estos le distraen diciendo que los norteamericanos tienen "enormes penes" en comparación con los japoneses.
Los padres de Stan ven un capítulo de Chinpokomon para tratar de comprender por qué a su hijo le gustan tanto. Aun así no encuentran sentido al argumento o diálogos de la serie, y su madre considera que el programa es tan estúpido que puede ser incluso peor que la vulgaridad o la violencia. Pero el resto permite a sus hijos acudir al campamento, ya que consideran que la serie no tiene nada de malo.
Sin embargo, todos los adultos de la ciudad descubren pronto que, tras el campamento Chinpokomon, los niños actúan de manera extraña hablando en japonés o poniendo caras de personaje de anime. A pesar de los intentos de conseguir que los niños pierdan el interés en Chinpokomon enseñándoles otros anuncios de juguetes, estos no surten efecto.
Los niños marchan a través de la ciudad con los líderes japoneses mientras los padres tratan de impedirlo, incluso el presidente Bill Clinton es engañado con el argumento del "enorme pene". Pero los padres consiguen finalmente una solución cuando, antes de que monten en los aviones para dirigirse a bombardear Pearl Harbor, se dirigen hacia sus hijos con varios muñecos de Chinpokomon con la idea de que si algo les gusta a los padres dejarán de prestarle atención. Rápidamente los niños pierden el interés en Chinpokomon, por lo que desisten de atacar su país y todo vuelve a la normalidad.

## Muerte de Kenny
- Kenny muere a causa de un fuerte ataque epiléptico producido por el videojuego oficial de Chinpokomon. Padece los efectos del ataque hasta el final del capítulo. La muerte es una clara referencia al episodio censurado de Pokémon, Dennō Senshi Porygon.

## Imagen real
Chinpokomon es uno de los capítulos de South Park que emplea escenas de imagen real. Una mujer japonesa usando Cosplay aparece durante los capítulos de Chinpokomon diciendo frases en japonés.
Además, para conseguir que los niños pierdan la atención en Chinpokomon, se realizan dos anuncios: la "Loca bicicleta de acción" (una bicicleta imposible de dirigir y que brilla en la oscuridad) y "Hombre de Alabama" (un "Action Man" que bebe, mastica tabaco y pega a su mujer). Sin embargo, estos no logran convencerlos. Curiosamente "Hombre de Alabama" hace un cameo en un catálogo de juguetes en "El Misterio de los piratas fantasmas de Korn".